# Цетлин, Ефим Викторович
Ефим Викторович Цетлин (1898, Могилёв — 1937, Иваново) — деятель молодёжного коммунистического движения. Расстрелян в 1937 году. Реабилитирован в 1962 году. Был почётным комсомольцем.

## Биография
Сын бухгалтера Вигдора Мовшовича Цетлина (родом из Шклова) и Цивьи Лейбовны Лифанд. В 1917 году участвовал в Октябрьской революции в Петрограде. В ноябре 1918 года на Первом съезде Российского коммунистического союза молодёжи (РКСМ) избирается первым секретарём союза.
В 1919 году участвует в учредительном съезде Коммунистического интернационала молодёжи (КИМ), входит в Центральный Комитет. В 1920 году — секретарь ЦК РКСМ и одновременно секретарь московского комитета РКСМ. В 1922 году становится членом Исполкома КИМ, и отправляется в Германию для большевистской агитации, где был арестован и выслан обратно в СССР.
В 1925—1926 годах состоит на партийной работе в Ленинграде, дальше переходит в секретариат Исполкома Коминтерна, в редакцию «Правды». В 1928 году становится заведующим секретариатом Н. И. Бухарина. В 1930 году — Наркомтяжпром. Сотрудник, одновременно учёный секретарь Н. И. Бухарина.
В феврале 1933 года арестован по делу Слепкова и помещён во Владимирский централ. В 1934 году за Ефима Цетлина просит Н. Бухарин. Цетлина снимают с этапа и возвращают в Москву. В это же время Е. Цетлин пишет Николаю Бухарину резкое письмо с упрёками, рвёт с ним отношения и уезжает на Урал. Ефим Цетлин становится заведующим бюро технического обслуживания Уралмаша, восстанавливается в партии. Там же Е. Цетлин знакомится с Николаем Елизаровым (впоследствии Цзян Цзинго, президентом республики Тайвань) и даже ходатайствует за него для приема в Компартию.
В 1936 году Ефима Цетлина арестовывают повторно. 14 декабря 1936 года он дает показания о том, что в начале 1930-х Бухарин дал задание Г. И. Семёнову подобрать людей из числа бывших эсеров-боевиков и организовать покушение на Сталина и других руководителей государства. Эти показания стали основанием для ареста Семёнова. В 1937 году вновь перевезён во Владимирский централ. Но в этом же году вывезен в город Иваново, где тогда располагалось областное управление госбезопасности. Постановлением Тройки УНКВД по Ивановской области от 16 сентября 1937 года, по обвинению в принадлежности к контрреволюционной террористической организации приговорен к расстрелу. Расстрелян 22 сентября 1937 года. 27 августа 1957 года определением Военной коллегии Верховного Суда СССР реабилитирован за отсутствием состава преступления.